# Nicole Maurey

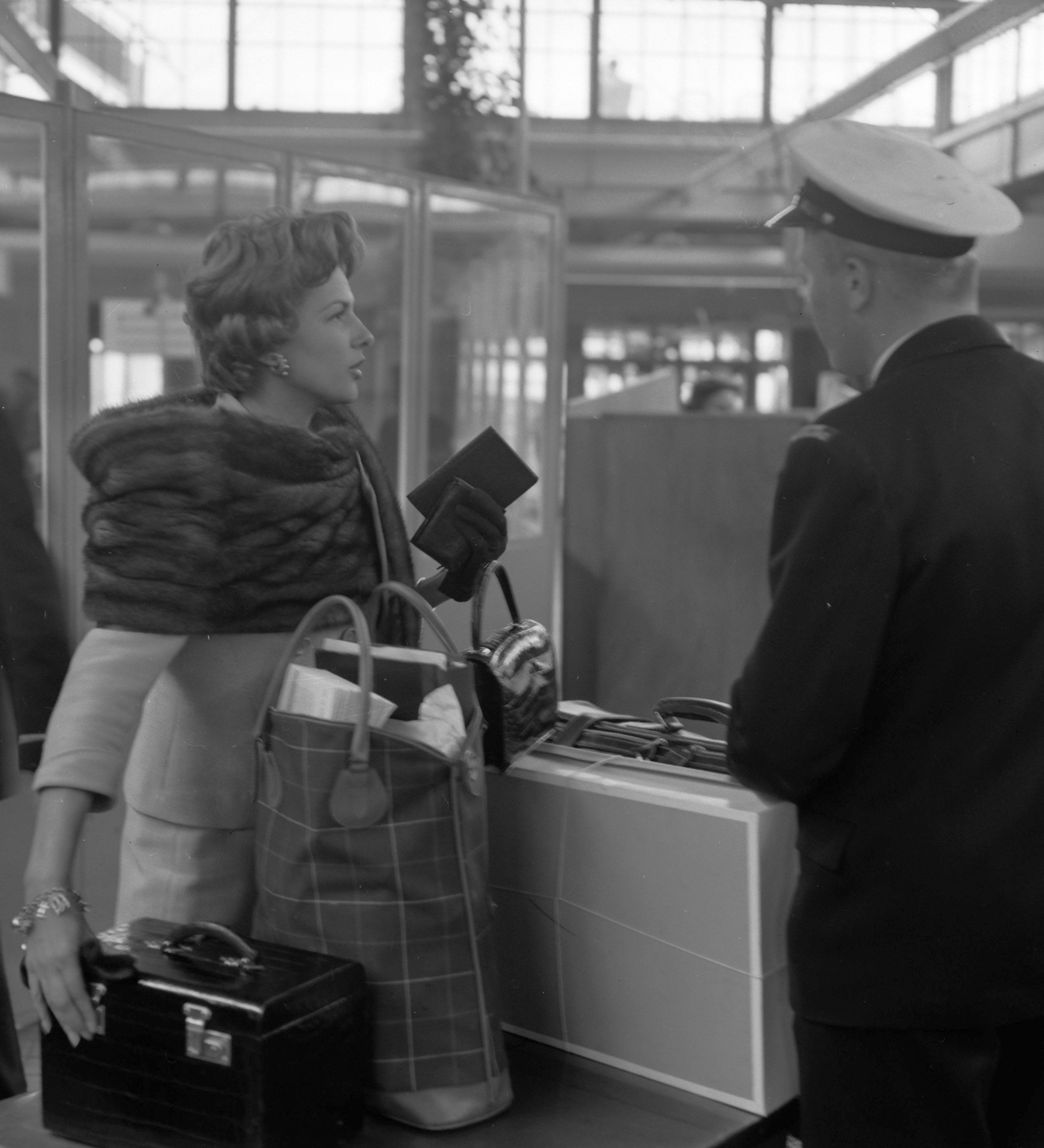
Nicole Maurey (1959)

Nicole Maurey (* 20. Dezember 1925 in Bois-Colombes, Hauts-de-Seine, Île-de-France; † 11. März 2016 in Versailles) war eine französische Schauspielerin.

## Leben
Nicole Maurey absolvierte ein Tanzausbildung und kam um 1945 zum Film. In den 1950er Jahren wurde sie von Hollywood entdeckt und drehte einige Filme in den Vereinigten Staaten, z. B. 1953 mit Bing Crosby Little Boy Lost und 1958 mit Danny Kaye und Curd Jürgens die Komödie Jakobowsky und der Oberst.
In den sechziger Jahren spielte sie in einigen britischen Produktionen mit. Der bekannteste dieser Filme ist der Science-Fiction-Klassiker Blumen des Schreckens (The Day of the Triffids) von 1962.
Zurück in Frankreich wirkte sie vor allem in Fernsehfilmen mit.

## Filmografie (Auswahl)
- 1945: Blondine, Regie: Henri Mahé
- 1945: Paméla, Regie: Pierre de Hérain
- 1945: Le cavalier noir, Regie: Gilles Grangier
- 1951: Tagebuch eines Landpfarrers (Journal d’un Curé de Campagne)
- 1953: Staatsfeind Nr. 1 (L’Ennemi public numéro un), Regie: Henri Verneuil
- 1953: Die Mädchen der Rue d‘Amour (Les compagnes de la nuit)
- 1953: Einmal wird die Sonne wieder scheinen (Little Boy Lost), Regie: George Seaton
- 1953: Versailles – Könige und Frauen (Si Versailles m‘était conté)
- 1954: Das Geheimnis der Inkas (Secret of the Incas)
- 1955: Napoleon (Napoléon)
- 1955: So etwas lieben die Frauen (The Constant Husband)
- 1956: Spione (Action immédiate)
- 1956: Im Schatten der Angst (The Weapon)
- 1956: Ein Fetzen Leben (The Bold and the Brave)
- 1958: Jakobowsky und der Oberst (Me and the Colonel)
- 1958: Der Sündenbock (The Scapegoat)
- 1959: Der Herrscher von Kansas (The Jayhawkers)
- 1959: Das Haus der sieben Falken (The House of the seven Hawks)
- 1960: Der Spätzünder (High Time)
- 1960: Herein ohne anzuklopfen (Don‘t bother to knock)
- 1962: Blumen des Schreckens (The Day of the Triffids)
- 1965: Rendezvous der Killer (Plein feux sur Stanislas), Regie: Jean-Charles Dudrumet
- 1966: Kommissar, sie riskieren zuviel (Sale temps pour les mouches)